# Hunnique
Le hunnique est la langue propre aux Huns de l'Empire hunnique. Certains linguistes l'inscrivent dans les langues oghoures, une branche des langues turciques. D'autres la placent entre les langues mongoles et turciques ou entre les langues mongoles et les langues toungouses, elle est également proche des langues ienisseïennes. Le bolghar (une langue oghoure), la langue des bolghars semble avoir été proche du hunnique.
Le corpus restant de cette langue est restreint.